# 鎌掛
鎌掛（かいがけ）は滋賀県蒲生郡日野町にある大字。日野町の大字コードは50。本項ではかつて同区域に存在した鎌掛村（かいがけむら）についても記す。

## 地理
日野町の南東に位置し、地区南東端の笹尾峠は蒲生郡と甲賀市（旧甲賀郡）の境界をなす。地区の西は同町上駒月・下駒月・深山口、北は寺尻・小井口・西大路・仁本木、東は音羽、南は甲賀市土山町青土・土山町東瀬音・土山町頓宮と接する。鎌掛第1、鎌掛第2、鎌掛第3、鎌掛第4、鎌掛第5、鎌掛第6、近江富士カントリーの7町から構成される。鎌掛谷のホンシャクナゲ群落で知られる。
鎌掛の周囲は北部を除いて山林が広がり、下駒月・深山口との境界には小岳、音羽との境界には猪ノ鼻ガ岳がそびえる。地区北東部の山林には近江ヒルズゴルフ倶楽部が整備されている。また集落の東には城山 (360m) があり、山頂には鎌掛城の跡が残っている。
地内には北砂川や南砂川などの河川が流れ、その上流の多くは小規模なダムが築かれている。河川はいずれも日野川に流れ込んでいる。

## 歴史
近江盆地と甲賀郡・伊賀国を結ぶ主要な間道の沿線で、笹尾峠は甲賀郡土山へ抜ける重要な峠であった。中世には間道を押さえるために蒲生氏が音羽城（のち中野城）の支城として鎌掛城（貝掛城）を築いた。近世になると間道は御代参街道として整備され、鎌掛は八日市村（現在の東近江市八日市地区）・岡本村（現在の東近江市蒲生岡本町）・石原村（現在の日野町石原）とともに脇宿に指定され、発展した。
宿場町であると同時に、近江商人として成功を収める村民も多かった。1787年（天明7年）時点で、日野商人の大当番仲間（現代でいう商業組合）に加入する村民が20人おり、いずれも関東地方に出店していた。1868年（慶応4年）の村の明細帳には、114人の村人が関東地方の出店へ奉公人として働きに出ていたと記録されている。
江戸時代には、初期は幕府領、1627年（寛永4年）から伊予松山藩領、1633年（寛永10年）から再び幕府領、1680年（延宝8年）から甲斐甲府藩領、のち再び幕府領、1711年（正徳元年）から遠江掛川藩領、1746年（延享3年）から再び幕府領、1763年（宝暦13年）から陸奥棚倉藩小笠原氏領、1817年（文化14年）から棚倉藩井上氏領、1836年（天保7年）から上野館林藩領、1845年（弘化2年）から棚倉藩松井松平氏領、1866年（慶応2年）から幕末まで武蔵川越藩領であった。1868年（慶応4年）には一時的に西大路藩の預地となっている。1846年（弘化3年）には館林藩井上氏の移封を不服とし、鎌掛村を含む13か村の領民総代が幕府老中に駕籠訴を起こしている。寛永石高帳の記録では鎌掛村の石高は1403石余。慶安2年の記録では田1015石余、畑・屋敷206石余、永荒182石余。天保郷帳の記録では石高1634石余。延宝5年の記録では戸数189。天明6年の記録では戸数325、人口1253人。明治維新後は入間県、大津県を経て滋賀県の管轄となる。
1889年（明治22年）4月1日に町村制が施行されたが、地形的に周辺の村々から独立していた鎌掛村は1村だけでそのまま村制を布き、1955年（昭和30年）3月16日に日野町の一部となるまで蒲生郡鎌掛村として存続した。明治初期には、地租改正に関連して入会山林をめぐって近隣の村々と激しい対立があったが、1884年（明治17年）に和解している。

### 地名の由来
諸説あるが、一つに掛神信仰（祭地にカギと呼ばれる二又の木を掛けて山の神を祭る信仰）に由来すると伝えられている。古くは鎌懸・鎰懸・開垣・貝掛・峡峨とも書いた。

## 寺社
神社は、集落の東に八坂神社、集落の北西に日吉神社、集落の南東に高山神社がある。寺院は、浄土真宗大谷派専明寺（せんみょうじ）、浄土真宗本願寺派光明寺（こうみょうじ）、浄土真宗本願寺派誓敬寺（せいきょうじ）、臨済宗妙心寺派正法寺（しょうほうじ）がある。正法寺は樹齢300年を超す藤棚が植えられた「藤の寺」として知られるほか、本堂横の石造宝塔が国の重要文化財に指定されている。

## 世帯数と人口
2019年（令和元年）8月31日現在の世帯数と人口は以下の通りである。
| 大字 | 世帯数  | 人口  |
| ---- | ------- | ----- |
| 鎌掛 | 252世帯 | 725人 |

### 人口の変遷
国勢調査による人口の推移。
| 1995年（平成7年）  | 1,052人 | [ 5 ] |  |
| 2000年（平成12年） | 970人   | [ 6 ] |  |
| 2005年（平成17年） | 970人   | [ 7 ] |  |
| 2010年（平成22年） | 844人   | [ 8 ] |  |
| 2015年（平成27年） | 776人   | [ 9 ] |  |

### 世帯数の変遷
国勢調査による世帯数の推移。
| 1995年（平成7年）  | 257世帯 | [ 5 ] |  |
| 2000年（平成12年） | 257世帯 | [ 6 ] |  |
| 2005年（平成17年） | 257世帯 | [ 7 ] |  |
| 2010年（平成22年） | 245世帯 | [ 8 ] |  |
| 2015年（平成27年） | 244世帯 | [ 9 ] |  |

## 学区
町立小・中学校に通う場合、学区は以下の通りとなる。
| 番・番地等 | 小学校             | 中学校             |
| ---------- | ------------------ | ------------------ |
| 全域       | 日野町立日野小学校 | 日野町立日野中学校 |

## 交通
- バス
  - 町営バス鎌掛線 - 日野町中心部・近江鉄道本線日野駅と、当地区（日野鎌掛郵便局前）を結ぶ路線。1日に10往復程度（土曜は数往復のみ、日祝と盆・年末年始は運休）。ホンシャクナゲのシーズンには臨時便が運行される。
- 道路
  - 滋賀県道41号土山蒲生近江八幡線 - 地区を南北に通過する、御代参街道を継承する県道。ただし笹尾峠は通過しない。
  - 滋賀県道182号西明寺水口線 - 地区を北東から南西に通過する県道。
  - 広域農道 - 鎌掛と下駒月を結ぶ。

## 施設
- 鎌掛公民館
- 鎌掛森林交流センター
- かやの会館
- 日野鎌掛郵便局
- JAグリーン近江鎌掛支店
  - JAグリーン近江鎌掛ライスセンター
  - JAグリーン近江野菜集荷加工施設
- しゃくなげ學校
  - 2001年に廃校となった日野町立鎌掛小学校の木造校舎を、NPO法人「蒲生野考現倶楽部」が借り受けて2003年に開校させた施設。里山体験などの環境学習や地域交流・活性化イベントに活用されている。NHK連続テレビ小説『芋たこなんきん』のロケ地になったことがある。また、アニメ『中二病でも恋がしたい！』の舞台となる高校のモデルとなっている。町営バス鎌掛線「二区」停留所より東へ200m。

## 史跡・名所
- 鎌掛谷ホンシャクナゲ群落
  - 地区東部にある耶斧岨（やぶそ）川上流の約4万平方mの斜面には、約2万本のシャクナゲの純木が群落を形成している。本来高山植物であるホンシャクナゲが標高300m程度の低地に群生するのは珍しく、1931年（昭和6年）に国の天然記念物に指定されている。日野町を代表する観光地の一つで、4月下旬から5月上旬にかけての見頃には多くの見物客が訪れる。日野町の町の花と滋賀県の県の花にシャクナゲ・ホンシャクナゲが選ばれているのは、鎌掛谷のホンシャクナゲ群落にちなむものである。
- 鎌掛の屏風岩
  - 城山の中腹にある底辺36m、幅平均9m、厚さ5mの一枚岩。鈴鹿山脈の造山活動の影響を受けずに堆積した珪岩。1943年（昭和18年）に国の天然記念物に指定されている。
- 花の郷 日野ダリア園
  - 10000平方mの休耕田を利用した公園。2002年に開園。ダリアをはじめとする様々な花、果樹が植えられている。

## その他

### 日本郵便
- 郵便番号 : 529-1631[3]（集配局：近江日野郵便局[11]）。